# اعتراف ناقص
اعتراف ناقص (ژاپنی: 半落ち) یک فیلم ژاپنی به کارگردانی کیوشی ساسابه است که سال ۲۰۰۴ منتشر شد. فیلم در همان سال جایزه بهترین فیلم آکادمی فیلم ژاپن را برد. از بازیگران آن می‌توان به آکیرا ترائو، میکو هارادا، کیرین کیکی، ریکو تاکاشیما و جون کونیمورا اشاره کرد.